# John Flanagan
John Flanagan (* 22. května 1944) je australský spisovatel zejména fantasy, jeho nejznámější dílo je dobrodružná série Hraničářův učeň.

## Životopis
John Flanagan zahájil svoji pracovní dráhu jako reklamní autor. Pracoval v agenturách v Londýně, Sydney a Singapuru, potom přešel na volnou nohu. Začal psát televizní scénáře a byl hlavním autorem australské nejdéle vysílané situační komedie Haló, tati!. Během pestré kariéry psal John reklamní slogany a scénáře, komerční prezentace, scénáře zábavných pořadů a jednou dokonce i projev guvernéra státu Nový Jižní Wales.
Sérii Hraničářův učeň začal psát, aby svého dvanáctiletého syna Michaela přilákal ke čtení. Původně obsahovala dvacet povídek, které John později přepracoval na první díl Hraničářova učně s názvem Rozvaliny Gorlanu. Brzy následovaly další díly. Jeho syn, nyní třicetiletý, je nadšeným čtenářem všech těchto knih.
John žije se svou ženou Leonií v Manly, přímořském předměstí Sydney, a v současné době píše nové díly série Bratrstvo.
Co nejdříve[kdy?] by se měl o sérii Hraničářův učeň natáčet už dlouho odkládaný celovečerní film.

## Díla

### Hraničářův učeň
1. Rozvaliny Gorlanu
2. Hořící most
3. Ledová země
4. Nositelé dubového listu
5. Výkupné za Eraka
6. Čaroděj na severu
7. Obléhání Macindawu
8. Králové Clonmelu
9. Halt v nebezpečí
10. Císař Nihon-džinu
11. Ztracené příběhy
12. Královská hraničářka
13. Klan Rudé lišky
14. Souboj na Araluenu
15. Ztracený princ
16. Útěk z Falaise
17. Arazanini vlci
18. Léčka u Sorata

### Hraničářův učeň – První roky
1. Turnaj na Gorlanu
2. Bitva na Hackhamské pláni

### Bratrstvo
(příběhy Skandijců ze světa Hraničářova učně)
1. Vyděděnci
2. Nájezdníci
3. Lovci
4. Otroci ze Sokora
5. Hora Štírů
6. Umrlčí tváře
7. Kaldera
8. Návrat Temudžajů
9. Pronásledování

### Jesse Parker
1. Storm Peak
2. Avalanche Pass